# Awasi
Awasi es una localidad de Kenia, perteneciente al condado de Kisumu.
Tiene 93 369 habitantes según el censo de 2009.

## Demografía
Los 93 369 habitantes de la localidad se reparten así en el censo de 2009:
- Población urbana: 2448 habitantes (1264 hombres y 1224 mujeres)
- Población periurbana: 90 881 habitantes (43 670 hombres y 47 211 mujeres)
- Población rural: no hay población rural en esta localidad

## Transportes
Se sitúa sobre la carretera B1, que une la carretera A104 con Uganda. Al oeste, la B1 lleva a Kisumu y al norte del condado de Siaya. Al sureste, la B1 lleva a Kericho. A su paso por Awasi, sale de la B1 hacia el norte una ruta secundaria que lleva a Nandi Hills.